# Lubián
Lubián é um município da Espanha na província de Zamora, comunidade autónoma de Castela e Leão, de área 94 km² com população de 377 habitantes (2007) e densidade populacional de 3,84 hab/km².
Não formando parte da Galiza, é um dos territórios de Castela e Leão onde o galego é a língua de uso tradicional, integrando por isso a comarca galegofalante das Portelas.

## Demografia
| Variação demográfica do município entre 1991 e 2004 | Variação demográfica do município entre 1991 e 2004 | Variação demográfica do município entre 1991 e 2004 | Variação demográfica do município entre 1991 e 2004 |
| --------------------------------------------------- | --------------------------------------------------- | --------------------------------------------------- | --------------------------------------------------- |
| 1991                                                | 1996                                                | 2001                                                | 2004                                                |
| 441                                                 | 397                                                 | 355                                                 | 362                                                 |